# أنطونيو أدوغار أرويو
أنطونيو أدوغار أرويو (بالإسبانية: Antonio Andujar Arroyo)‏ هو منافس ألعاب قوى إسباني، ولد في 5 مايو 1978 في ثيوداد ريال في إسبانيا.